# Sikiru Olatunbosun
Sikiru Olatunbosun (* 3. Januar 1996 in Lagos) ist ein nigerianischer Fußballspieler, der hauptsächlich als Mittelstürmer spielt. Darüber hinaus kann der Linksfuß auch auf den Flügelpositionen eingesetzt werden.

## Karriere

### Verein
In seiner Jugend spielte Olatunbosun zunächst Baseball für die Mannschaft des Finbas College. Er nahm an verschiedenen Turnieren quer durch ganz Afrika teil, begann jedoch später mit dem Fußballspiel, weil Baseball seiner Meinung nach in Nigeria nicht besonders populär sei. So begann er seine Fußballkarriere bei dem Amateurklub Real FC. Durch ein Tor gegen seinen späteren Verein MFM FC wurde der damalige Trainer des Gegners Fidelis Ilechuku auf ihn aufmerksam und konnte Olatunbosun dazu überreden, zu MFM FC zu wechseln, dies war im Jahr 2013. Im Jahr 2015 erreichte er mit seiner neuen Mannschaft den Aufstieg aus der Zweiten nigerianischen in die Erste Liga. Am 24. Februar 2017 erzielte er gegen den damals amtierenden Meister Enugu Rangers einen sehenswerten Treffer und erlangte hierdurch größere Bekanntheit. Sei Tor brachte ihm außerdem eine Nominierung bei der CNN Tor-des-Monats-Auszeichnung ein. Im Januar 2019 folgte der Wechsel zu Plateau United, hier spielte er bis zum August desselben Jahres, anschließend unterschrieb er beim westtürkischen Zweitligisten Menemen Belediyespor, wo er sein Debüt am 26. Januar 2019 bei einer 0:2-Niederlage gegen Hatayspor gab.

### Nationalmannschaft
Olatunbosun nahm teil am Unity World Cup 2014, einem Turnier, an dem Nationalmannschaften aus ausschließlich christlichen Ländern auf Amateurniveau teilnehmen. Bei diesem Turnier ging sein Land als Sieger hervor, er selbst erzielte im Finale zwei Tore bei einem 7:0-Sieg gegen Kolumbien. Sein Debüt für die Profi-Nationalmannschaft gab er am 1. Juni 2017 bei einem Freundschaftsspiel gegen Togo.